# Desmaterialización de la economía
La desmaterialización de la economía es una propuesta estratégica de sostenibilidad mediante la reducción del tiempo de uso de los insumos utilizados para la producción. Este concepto tiene una relación directa con el de productividad, entendida como la relación entre la cantidad producida y la cantidad de insumos utilizados en tal producción. Así, cuanto menor sea la cantidad de insumos utilizados en la producción de una unidad de producto, tanto mayor será la productividad, entendida también como la eficiencia en la producción.

## Desmaterialización y ecoeficiencia
Existe también una relación entre la desmaterialización y la conservación del medio ambiente y los recursos naturales, ya que al reducir la intensidad en el uso de los materiales se reduce el volumen de desechos generados, y se mejora la eficiencia en los procesos. A su vez, se reduce la exposición a materiales tóxicos y peligrosos, se ahorran reservas de recursos no renovables y se reduce la demanda de recursos renovables. Una desmaterialización a largo plazo puede sostener la economía en un modelo de desarrollo sostenible según el cual:
1. Ningún recurso renovable deberá utilizarse a un ritmo superior al de su generación.
2. Ningún recurso no renovable deberá aprovecharse a mayor velocidad de la necesaria para sustituirlo por un recurso renovable utilizado de manera sostenible.
3. Ningún contaminante deberá producirse a un ritmo superior al que pueda ser reciclado, neutralizado o absorbido por el medio ambiente.

La estrategia de desmaterialización se manifiesta directamente en la reducción de entradas de materias primas a las cadenas productivas de bienes y servicios y la reducción de salidas de desechos y sustancias tóxicas al medio ambiente.
La desmaterialización contribuye a la ecoeficiencia, entendida como la eficiencia con la cual los recursos ecológicos se usan para cumplir con las necesidades humanas. La aplicación de la ecoeficiencia a los procesos industriales trae ventajas, no solamente al ambiente sino también a los productores, ya que su definición lleva implícita la rentabilidad económica, pues lo que se pretende es producir "más con menos". Esto es, utilizar menos recursos ambientales y menos energía en el proceso productivo, reducir los desechos, y atenuar la contaminación. La ecoeficiencia promueve además un diseño integral de tecnología para reducir la intensidad de uso de materiales y energía durante la producción, además de que impulsa la reutilización de insumos a través de procesos de reingeniería y reciclaje (ecoeficiencia.com). 

## Medición de la desmaterialización
La desmaterialización se hace mediante la reducción del flujo de materia en la economía para mantener la capacidad de asimilación de los ecosistemas a niveles tolerables. El sentido principal de la desmaterialización es el de aumentar la productividad de los recursos, que se puede medir en un sentido macroeconómico como producto interno bruto sobre Total de Materia Requerida (Boada, 2002).

## Beneficios de la desmaterialización y la ecoeficiencia en la industria
Una empresa que implemente un programa efectivo de ecoeficiencia obtendrá los siguientes beneficios (ecoeficiencia.com):
- Minimizará los costos de producción.
- Utilizará de manera más responsable los recursos naturales.
- Reducirá la emisión de contaminantes.
- Aumentará el nivel de competitividad e innovación en la producción.
- Obtendrá ingresos adicionales con el reciclaje y reutilización de desechos.
- Gozará de prestigio entre distribuidores y consumidores.
- Podrá reclutar personal con mayor facilidad y mantendrá un ambiente laboral sano y estable.
- Tendrá acceso a nuevas oportunidades de mercado y cumplirá con estándares internacionales.
- Mejorará de las relaciones públicas y obtendrá la aprobación de la comunidad.
- mejora en todos los ámbitos el crecimiento institucional

## Ejemplos
Unos ejemplos prácticos sobre desmaterialización son los usos compartidos de productos, como el carsharing (uso compartido de coches), la bicicleta pública o bicing, el alquiler o renting de lavadoras, cámaras de fotos y fotocopiadoras y otros sistemas de servicio de producto (product service systems), que venden el servicio que da un producto sin cambio de propietario del producto. Así se consumen menos recursos naturales por unidad de servicio dado, lo que se conoce como MIPS (Material input per unit of service).
(MIPS) en inglés
s

## Crítica
La Economía ecológica la pone en discusión basándose en la paradoja de Jevons que dice que la mayor eficiencia debido a las mejoras técnicas crean un efecto rebote, o sea los ahorros de energía/materiales por unidad de producto reducen los costes con lo que aumenta el consumo. Al final el incremento de ventas, o uso, contrarrestará el ahorro inicial.
Y por los estudios empíricos sobre el uso de energía y materiales de las economías modernas, en los que no se observa sino un aumento progresivo de los inputs físicos y biológicos usados.